# 播娘蒿属
播娘蒿属（学名：Descurainia）是十字花科下的一个属，模式種為播娘蒿，由英國植物學家菲力普·百克-韋博與法國博物學家薩賓·貝特洛於1836年描述發表，其學名為紀念法國植物學家與藥師弗朗索瓦·德斯屈蘭。本屬包括約50種一年生、二年生或多年生草本植物，在北美洲、南美洲、歐洲、亞洲、北非與大洋洲等地皆有分布，但大多數物種分布於美洲。
《中國植物志》記載本屬有兩種分布於中國，即播娘蒿與腺毛播娘蒿，但後者僅分布於阿拉斯加、加拿大與俄羅斯西伯利亞和遠東，在中國的觀察紀錄應為前者被誤認的結果。

## 物種

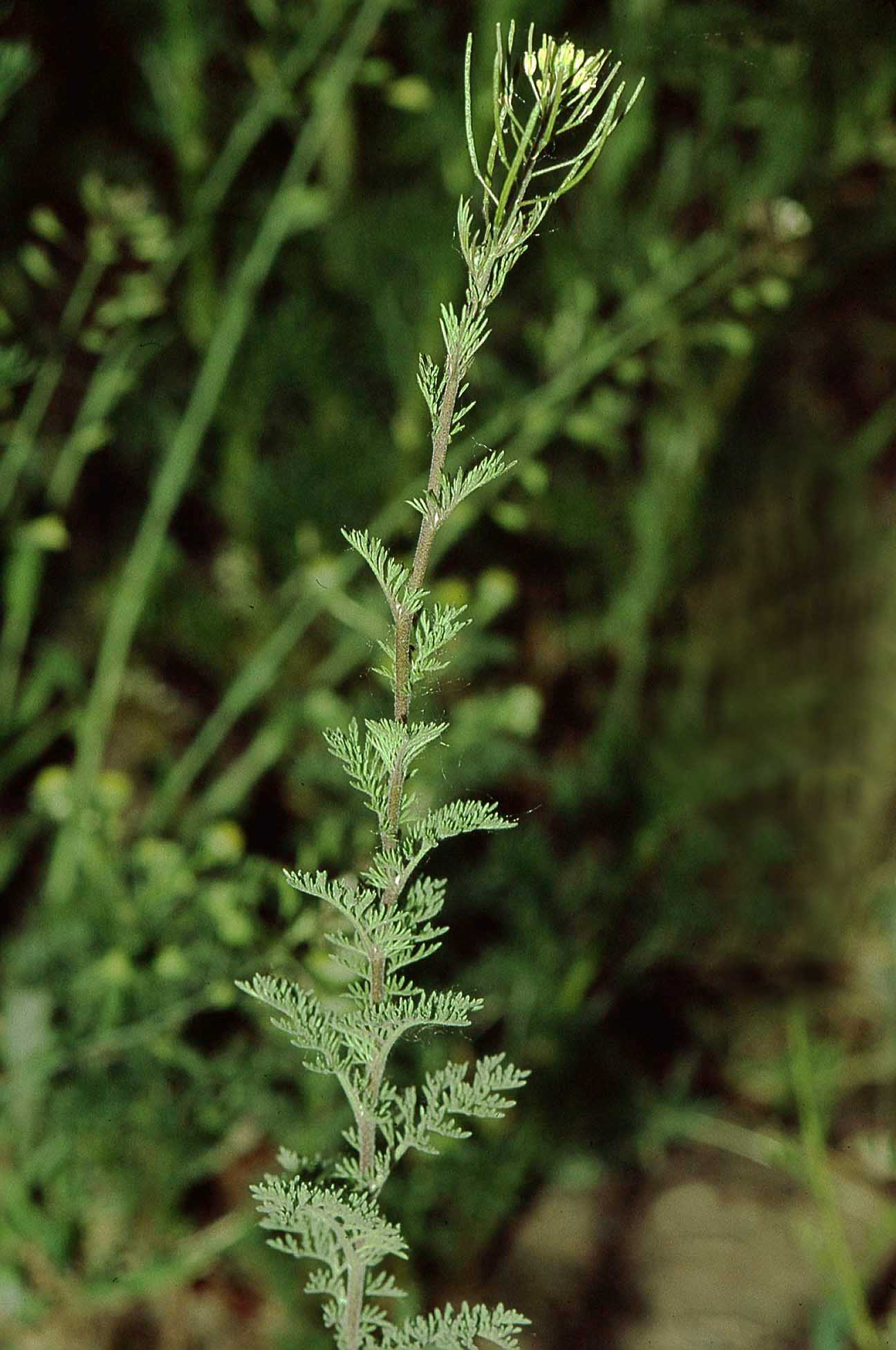
播娘蒿

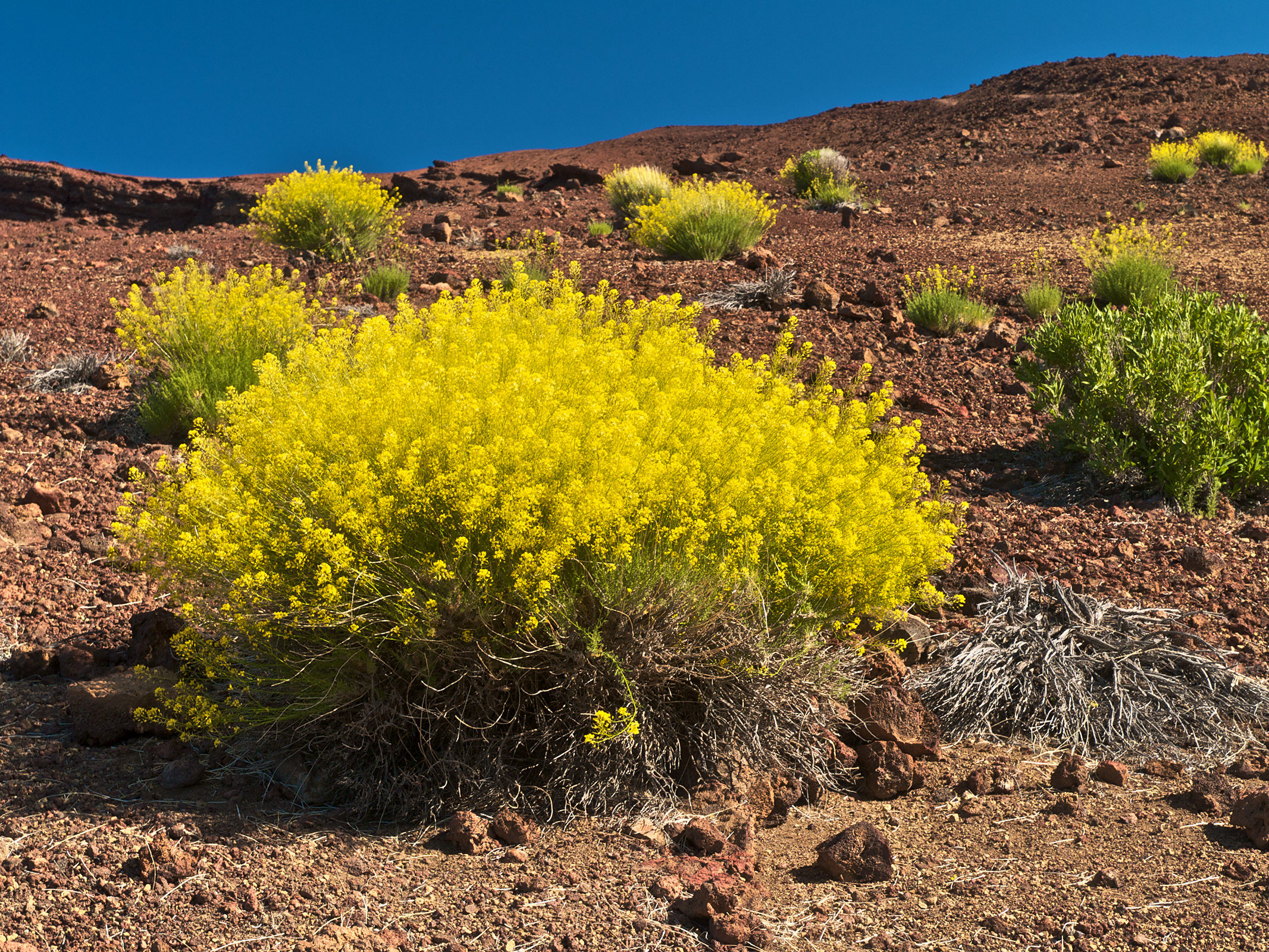
Descurainia bourgaeana

- Descurainia adenophora
- Descurainia altoandina
- Descurainia antarctica
- Descurainia appendiculata
- Descurainia argentea
- Descurainia argentina
- Descurainia artemisioides
- Descurainia athrocarpa
- Descurainia bartschii
- Descurainia bourgaeana
- Descurainia brevifructa
- Descurainia brevisiliqua
- Descurainia californica
- Descurainia cumingiana
- Descurainia depressa
- Descurainia diversifolia
- Descurainia erodiifolia
- Descurainia gilva
- Descurainia glaucescens
- Descurainia gonzalezi
- Descurainia hartwegiana
- Descurainia heterotricha
- Descurainia impatiens
- Descurainia incana
- Descurainia incisa
- Descurainia kenheilii
- Descurainia kochii
- Descurainia latisiliqua
- Descurainia lemsii
- Descurainia leptoclada
- Descurainia longipedicellata
- Descurainia macbridei
- Descurainia millefolia
- Descurainia myriophylla
- Descurainia nana
- Descurainia nelsonii
- Descurainia nuttallii
- Descurainia obtusa
- Descurainia paradisa
- Descurainia pimpinellifolia
- 羽叶播娘蒿 Descurainia pinnata (Walter) Britton
- Descurainia preauxiana
- Descurainia richardsonii
- 播娘蒿 Descurainia sophia
- 腺毛播娘蒿 Descurainia sophioides
- Descurainia streptocarpa
- Descurainia stricta
- 菊蒿芥 Descurainia tanacetifolia (L.) Prantl
- Descurainia titicacensis
- Descurainia torulosa
- Descurainia urbaniana
- Descurainia virletii